# Fryderyk z Hesji
Fryderyk z Hesji (ur. 28 lutego 1616 w Darmstadt, zm. 19 lutego 1682 we Wrocławiu) – biskup wrocławski w latach 1671–1682.

## Życiorys
Był synem landgrafa Hesji-Darmstadt Ludwika V Wiernego. Studiował w Marburgu. W 1636 roku przeszedł na katolicyzm. Wstąpił do zakonu kawalerów maltańskich i uczestniczył w wyprawach antytureckich. Otrzymał tytuł kardynała i liczne prebendy chociaż nie miał święceń kapłańskich. W 1668 został dziekanem wrocławskiej kapituły katedralnej, która 3 września 1671 roku wybrała go na biskupa. Dopiero wówczas przyjął święcenia kapłańskie i biskupie. Od 1676 był starostą generalnym Śląska. W 1677 roku zarządził wizytację diecezji. Wybudował przy wrocławskiej katedrze kaplicę św. Elżbiety, w której został pochowany.
19 lutego 1652 roku Innocenty X mianował go kardynałem diakonem z tytułem Santa Maria in Aquiro. Brał udział w konklawe 1655, 1667 i 1669-1670.